# Francis Malooly
William Francis Malooly znany jako Francis Malooly (ur. 18 stycznia 1944 w Baltimore, Maryland) – amerykański duchowny katolicki, biskup Wilmington w metropolii Baltimore w latach 2008–2021.
Ukończył seminarium w Roland Park. Święcenia kapłańskie otrzymał 9 maja 1970 z rąk swego wujka biskupa Thomasa Murphy'ego, biskupa pomocniczego Baltimore. Pracował duszpastersko w rodzinnym mieście, będąc od 1984 dyrektorem ds. duchowieństwa, a od 1989 kanclerzem i wikariuszem generalnym archidiecezji Baltimore. Rok później podniesiony do rangi prałata honorowego Jego Świątobliwości.
12 grudnia 2000 otrzymał nominację na biskupa pomocniczego Baltimore ze stolicą tytularną Flumenzer. Zarządzać miał wikariatem obejmującym zachodnią część archidiecezji. Sakry udzielił mu kardynał William Keeler. Jest członkiem Rycerzy Kolumba. 7 lipca 2008 mianowany ordynariuszem Wilmington w Delaware.
30 kwietnia 2021 papież Franciszek przyjął jego rezygnację z pełnionej funkcji.